# Oroclintrus
Oroclintrus é um gênero de traça pertencente à família Agonoxenidae.